# 정의정책연구소
정의정책연구소는 정의당 산하의 정책 연구원이다. 주로 사회민주주의적 정책을 수립한다. 2015년 8월 24일 '진보정의연구소'에서 '미래정치센터'로 명칭을 변경하면서 소장은 조성주, 부소장은 고양시 시의원 김혜련과 정의당 부대변인 출신 이기중이 임명되었다. 그리고 2017년 11월 17일, 임시이사회 의결을 통해 연구소 명칭을 정의정책연구소로 변경하였으며, 손호철 현 이사장의 연임이 결정되었다.

## 역대 이사장
- 1대 최순영 이사장
- 2대 손호철 이사장

## 역대 소장
- 1대 조현연 소장
- 2대 조성주 소장
- 3대 김정진 소장
- 4대 김병권 소장
- 5대 장석준 소장